# Quiterio Olmedo
Quiterio Olmedo (21 de dezembro de 1907 - morreu em data desconhecida) foi um futebolista paraguaio. Ele competiu na Copa do Mundo FIFA de 1930, sediada no Uruguai, na qual a seleção de seu país terminou na nona colocação dentre os treze participantes.